# Zeitschrift für Naturforschung C - A Journal of Biosciences
Zeitschrift für Naturforschung C - A Journal of Biosciences (abrégé en Z. Naturforsch. C) est une revue scientifique à comité de lecture qui publie des articles dans tous les domaines de la chimie.

## Histoire
Zeitschrift für Naturforschung est créé en 1946 sous la forme d'un seul volume. De 1947 à 1972 deux séries sont publiées et à partir de 1973 une troisième série y est ajoutée:
- Zeitschrift für Naturforschung A - A Journal of Physical Sciences  (ISSN 0932-0784)
- Zeitschrift für Naturforschung B - A Journal of Chemical Sciences  (ISSN 0932-0776)
- Zeitschrift für Naturforschung C - A Journal of Biosciences

L'actuel directeur de publication est J. Seibel de l'université de Wurtzbourg.